# Jüdische Haushaltungsschule Frankfurt
Die Jüdische Haushaltungsschule Frankfurt hat eine ins Ende des 19. Jahrhunderts zurückreichende Geschichte und wurde von ihren Gründerinnen und Gründern als Beitrag zur Emanzipation der Frau verstanden. Nach dem damaligen Verständnis war es „eine wunderbare und nicht zu unterschätzende Reflexbewegung der Frauenemanzipation, daß sie nicht allein der Frau neue bisher nur vom Mann occupierte Berufe erschließt, sondern vor Allem die Frau in ihrem ureigensten Beruf als Gattin und Hausfrau tüchtiger und lebenskräftiger macht“.:S. 3 (Einleitung) Von der Erschließung „neuer bisher nur vom Mann occupierter Berufe“ war allerdings in der Folge wenig die Rede. Das Eintreten für die Berufstätigkeit der Frau war gekoppelt an die Qualifizierung für soziale Berufe, an „eine Ausbildung für private Haushaltsführung und für eine Qualifizierung für den Beruf der Dienstmädchen“.:S. 74 Die Bemühungen des Vereins, „in beschränktem Rahmen [..] ein Scherflein bei[zu]tragen zur Lösung der sozialen und der Frauenfrage“:S. 5, deklarierten die bloße Befähigung zur Erwerbsfähigkeit zum Kern der Frauenemanzipation. Darüber hinaus sollten die Auszubildenden lernen, „als zukünfige Ehefrau des kleinen Mannes ihren Haushalt mit geringen Mitteln vernünftig und sparsam zu leiten.“:S. 4
Die Ausbildung von Frauen vorrangig für typisch weibliche Berufe stand während der gesamten Existenz der Schule nie in Frage, doch wurde im Laufe der Zeit das Ausbildungsspektrum erweitert. Die ursprüngliche überwiegend praktische halbjährige Ausbildung schulentlassener Mädchen für rein hauswirtschaftliche Arbeiten erhielt Zug um Zug eine theoretische Unterbauung und wurde erweitert um einen Ausbildungsgang für sogenannte Anstaltsbeamtinnen, der nach Alice Lilienstein „eine einjährige Ausbildung einschließlich praktischer Betätigung im Kindergarten oder Hort“ umfasste.:S. 8 Später kam ein einjähriges Haushaltspflegerinnenseminar mit staatlicher Abschlussprüfung hinzu.:S. 17
Die Geschichte der Jüdische Haushaltungsschule Frankfurt ist durch die von ihrem Trägerverein herausgegebenen Berichtsbände für die Anfangsjahre gut dokumentiert. Für die Jahre 1924 bis 1933 existiert eine umfangreiche Akte im Institut für Stadtgeschichte (Frankfurt am Main) (ISG), die den Vermerk trägt, dass zwei weitere Bände vermutlich durch Kriegseinwirkungen vernichtet wurden. Einen Überblick über die vierzigjährige Geschichte zwischen 1897 und 1937 vermittelt somit alleine der 1937 herausgegebene Bericht über die Tätigkeit der jüdischen Haushaltungsschule vom 1. Oktober 1897 – 1. Oktober 1937, der aber keine konkreten Angaben über die Bedingungen enthält, unter denen die Schule seit 1933 arbeiten musste. Unbekannt sind auch die Umstände ihrer Schließung, im Anschluss an die Novemberpogrome 1938 am 19. November 1938 erfolgt sein soll.

## Die Haushaltungsschule zwischen 1897 und 1933

### Das erste Domizil in der Töngesgasse
Die Gründerinnen und Gründer der Jüdischen Haushaltungsschule kamen aus dem gehobenen Bürgertum. Ihre Bemühungen galten nicht dem eigenen Nachwuchs, sondern jenen jüdischen Mädchen, die gezwungen waren, als Dienstmädchen oder Köchinnen in Stellung zu gehen. Um die hatte sich bereits der Israelitische Hilfsverein gekümmert und „die Ausbildung von jungen Mädchen zu Köchinnen in die Hand“ genommen, bevor im Februar 1897 nach einem „Vortrag in der Frankfurter Loge der Bne Brith die Zweckmäßigkeit der Gründung einer Haushaltungsschule“ zur Diskussion gestellt wurde. Über die Notwendigkeit einer solchen Einrichtung herrschte schnell Einigkeit, und bereits im April 1897 wurde ein Aufruf veröffentlicht, um finanzielle Unterstützung für die zu gründende Schule einzuwerben.:S. 6 Hilfe erbeten wurde für „die jungen Mädchen, namentlich der unbemittelten Stände“, und die Unterzeichneten des Aufrufs wandten sich „an ihre jüdischen Mitbürger mit der Bitte, zur Ausführung dieses guten Werkes [beizutragen], das einem weiten Kreis junger Mädchen zu lohnendem Erwerb verhelfen und den Hausfrauen brauchbares Dienstpersonal verschaffen wird“.:S. 7 Unterschrieben war der Aufruf von 20 Frauen und neun Männern, wobei die meisten Frauen nicht mit ihrem eigenen Vornamen in Erscheinung traten, sondern nach dem Muster „Frau Karl Müller, geb. Maier“.
Bereits am 17. Mai 1897 standen 16.000 Mark zur Verfügung, womit die Eröffnung der Einrichtung gesichert war. Träger war der Verein Jüdische Haushaltungsschule, dessen Aufgabe es laut seinen Stauten war, eine Anstalt zu errichten und zu erhalten,

„in welcher jüdische Mädchen nach Verlassen der Schule zur Führung eines Haushaltes herangebildet werden. Das Ziel der Anstalt ist, durch systematischen Unterricht den Schülerinnen planmäßig praktische und theoretische Anleitung und Unterweisung in allen Haushaltungsfächern mit besonderer Berücksichtigung der rituellen Küche zu gewähren, und zugleich den Sinn für eine geordnete und sparsame Haushaltsführung zu pflegen. Dem Lehrplan wird der Haushalt einer Familie des mittleren Bürgerstandes zu Grunde gelegt.“

Zum 1. Oktober konnte im Zentrum der Stadt im dritten Stock des Hauses Töngesgasse 40 eine für die Ausbildung und die Unterkunft von 12 Mädchen geeignete Wohnung für die Dauer von fünf Jahren angemietet werden. Zu den 12 Auszubildenden, auf deren Plätze sich 60 Mädchen aus ganz Deutschland beworben hatten, gesellten sich noch „4 Pensionärinnen und 4 Abonnentinnen für Mittagstisch“.:S. 8 An anderer Stelle ist allerdings davon die Rede, dass die für die Ausbildung und Betreuung verantwortliche „Hausmutter“ sich um 33 Personen zu kümmern habe.:S. 10 Das hing laut Bericht damit zusammen, dass im Laufe des Jahres 6 Pensionärinnen und schließlich gar 15 Teilnehmerinnen am Mittagstisch („Tischgäste“) betreut wurden:S. 12 und dass deswegen für das kommende Jahr zur Entlastung der Hausmutter „eine theoretisch und praktisch durchgebildete Haushaltungslehrerin zu engagieren“ notwendig werde.:S. 10
Dank großzügiger Spenden (unter anderem von Leopold Sonnemann und dessen Stiftung) konnte den Auszubildenden auch Annehmlichkeiten außerhalb des Unterrichts ermöglicht werden, so mit 100 Eintrittskarten der Besuch von „Wannenbädern 2. Klasse“ oder – unter Aufsicht – der unentgeltliche Besuch des Zoos und des Palmengartens. Ganz generell stellte sich aber „eine regelmäßige Ueberwachung und Controle seitens der Vorstandsdamen las wünschenswert heraus“, wozu sich zahlreiche Damen bereitfanden und sich zum regelmäßigen Dienst in den Anstaltsräumen einfanden.:S. 9
Die Ausbildung der 12 Auszubildenden dauerte ein halbes Jahr. Rollierend arbeiteten jeweils sechs von ihnen die Woche über in der Küche, 3 beim Waschen und Bügeln und 3 in der Hausarbeit und beim Servieren. Grundlage des Kochunterrichts war das Volks-Kochbuch für Schule, Fortbildungsschule und Haus von Hedwig Heyl. Am Sonntag Nachmittag erteilte Isak Unna Religionsunterricht.:S. 17 f
Jeweils an Ostern und im Herbst wurden neue Mädchen aufgenommen. Das bedeutete, dass zum Zeitpunkt der Berichterstellung bereits 26 „Zöglinge“ die Ausbildung absolviert hatten. Drei von ihnen waren vorzeitig abgegangen, fünf konnten aufgrund häuslicher Verhältnisse keine Stelle annehmen. Blieben 18, die „in Stellung“ gingen, teilweise in Frankfurt, teilweise aber auch andernorts.:S. 12 Vor dem Hintergrund kommt der Bericht zu einem positiven Befund über das erste Geschäftsjahr.

„Wir haben den Zweiflern den Beweis geliefert, daß viele Mädchen die ihnen gebotene Gelegenheit zur gründlichen Erlernung der Hauswirtschaft gern ergreifen; wir haben eine Anzahl von Schülerinnen ausgebildet und auf eigene Füße gestellt; wir haben verschiedenen Familien brauchbare Dienstboten verschafft. [..] Was wir thun können und wollen, das ist: den Mädchen, die meist ohne alle Vorkenntnisse vom Lande zu uns kommen, die nüthigen Kenntnisse und Fertigkeiten soweit beizubringen, als dies in sechs Monaten möglich ist, ihnen Liebe zu dem hauswirthschaftlichen Beruf einzuflößen, sie mit Freundlichkeit zu einem häuslichen Leben anzuhalten und zu sittlichem, religiösem Wandel zu erziehen.“

Nach den sehr umfangreichen Beschreibungen der Gründungsgeschichte im ersten Jahresbericht fiel der Bericht über das zweite Ausbildungsjahr deutlich kürzer aus. Man war mit dem Geleisteten weitgehend zufrieden und musste nur an wenigen Punkten Nachjustieren. So sah man sich zur Androhung von Strafgeldern an veranlasst, weil nach dem Abschluss der Ausbildung Mädchen nicht bereit waren, eine Dienstbotenstelle anzutreten. Es sei mehrfach vorgekommen, „daß unter nichtigen Vorwänden die Mädchen in die Heimat zurückkehrten, und entweder bei ihren Eltern blieben, oder gar andere Berufe ergriffen, von denen wir die Mädchen fern halten wollen.“ Dem sollte durch eine schriftliche Verpflichtung der Eltern entgegengewirkt werden, in einem solchen Falle 60 Mark an die Einrichtung zu zahlen.:S. 3
Die angestrebte Entlastung der Hausmutter durch eine Haushaltungslehrerin erwies sich im Berichtsjahr als unmöglich, „da die Damen, die wir versuchsweise anstellten, den Ansprüchen, die unsere Anstalt stellen muß, nicht genügten“. Deshalb sollte ein junges Mädchen, das „im hiesigen israelitischen Frauenverein seine Erziehung genossen hatte“, weitergebildet werden und allmählich in die Funktion der Hauslehrerin hineinwachsen. Im Haus wurden zudem weitere Räume hinzugemietet, da die Zahl der Auszubildenden zwar gleich geblieben war, die Zahl der Pensionärinnen aber auf 18 aufgestockt wurde. Zusammen mit den weiterhin 15 Mittagstischgästen war die Anstalt jetzt „an der Grenze dessen angelangt, was wir nach unseren Verhältnissen leisten können, wenn wir nicht unsere Zöglinge mit Arbeit überlasten wollen“.:S. 4
Während der Dritte Bericht für den Zeitraum vom 1. Oktober 1899 bis 30. September 1900 über ein Geschäftsjahr berichtete, das „in ruhiger Tätigkeit dahingeflossen“ war:S. 3, konnte im vierten Bericht auf zwei bedeutsame Sachverhalte aufmerksam gemacht werden. Der Trägerverein wurde am 12. Dezember 1901 ins Vereinsregister eingetragen und erhielt damit die Rechtsmäßigkeit verliehen, „die wir oftmals schmerzlich vermißten“, und für die Anstalt kündigte sich der Umzug in ein neues Domizil an.:S. 3

### Der Umzug in die Fahrgasse 146

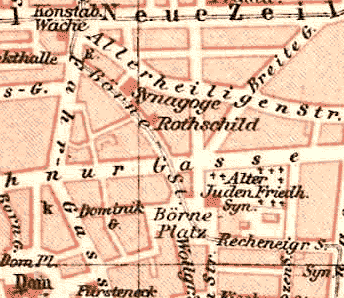
Der Schnittpunkt von nördlicher Fahrgasse und Börnestraße in einem Stadtplan von 1893

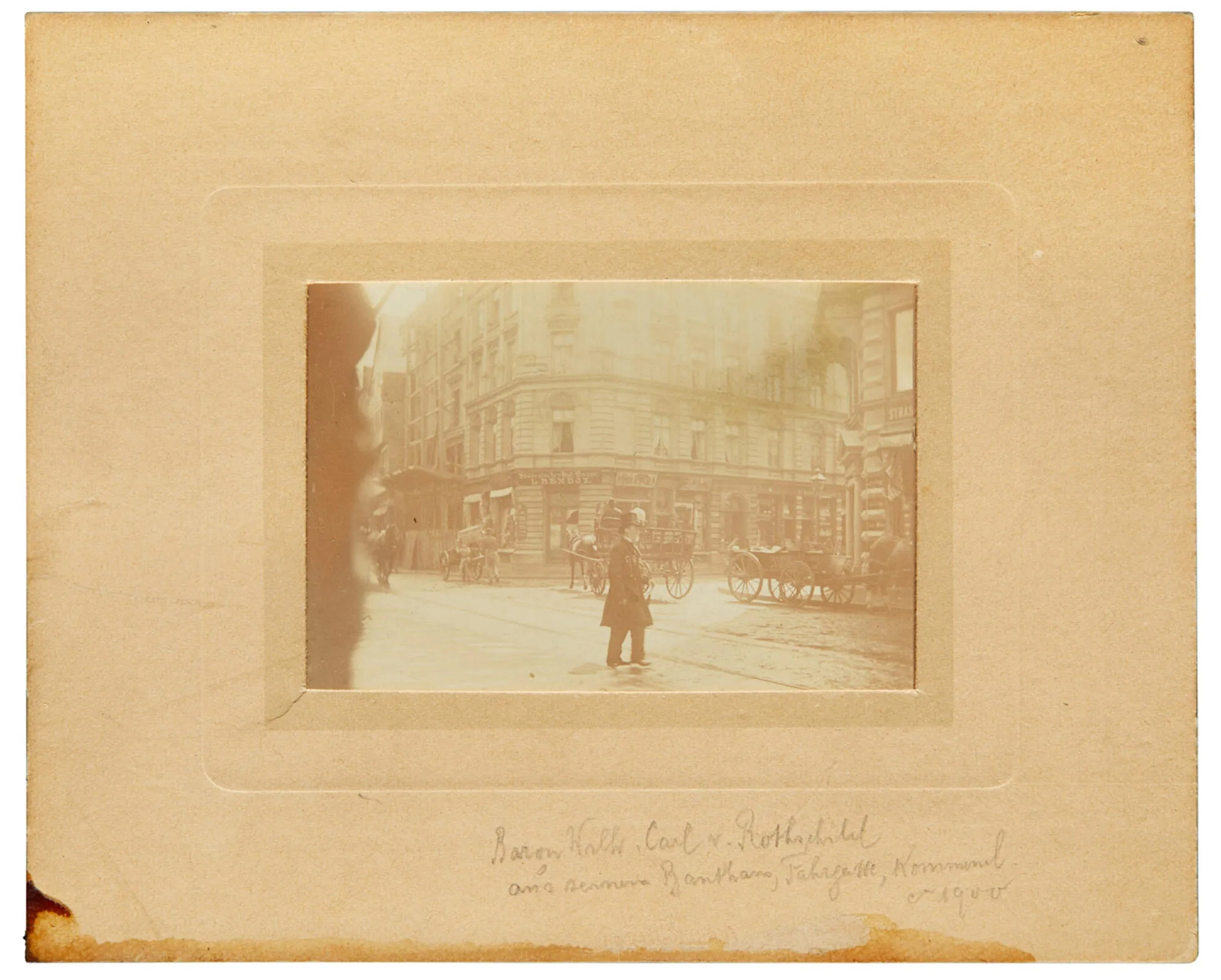
Die Fotografie zeigt Wilhelm Carl von Rothschild um 1900 vor seinem Bankhaus in der Fahrgasse

Im Vierten Bericht heißt es zu den Umzugsplänen:

„Das zweite Ereignis, welches sicherlich von segensreicher Einwirkung auf den Verein sein wird, ist die demnächstige Uebersiedelung der Anstalt in das ehemalige Geschäftshaus der Firma M. A. Rothschild und Söhne, Fahrgasse 146. Die jetzigen Eigentümer dieses Hauses, die Herren Baron Alphonse de Rothschild in Paris, Lord Rothschild in London und Freiherr Albert von Rothschild in Wien, hatten die große Güte uns den größten Theil des genannten Hauses nebst Bodenraum und Keller auf 10 Jahre unentgeltlich zu überlassen.“

Bei dem neuen Domizil handelte es sich um das 1813 von Amschel Mayer von Rothschild errichtete und heute verschwundene Gebäude an der Ecke Fahrgasse und ehemaliger Judengasse, der heutigen Straße An der Staufenmauer (früher: Börnestraße). (Lage)
Der Umzug nach dort erfolgte nach vorangegangenen Umbauarbeiten und der Neueinrichtung der Räume am 9. November 1902. Zu den durch den Umzug entstandenen Kosten wird im Bericht angemerkt, dass davon 10.000 Mark von den Hauseigentümern gespendet wurden und auch die Herren Jakob Heinrich Schiff, Charles Hallgarten, Eduard Cohen und Wilhelm Bonn namhafte Beträge beigesteuert hätten.:S. 3 f Das Haus Fahrgasse blieb über viele Jahre hinweg das Domizil der Haushaltungsschule, bevor diese „nach 1914 in dem ehemaligen Jüdischen Krankenhaus Königswarter Straße“ ein neues Zuhause fand.:S. 75
Der fünfte Jahresbericht widmete sich weitgehend dem erfolgreichen Beginn der Arbeit im neuen Domizil und dem Dank an die vielen Spender, die diesen Umzug ermöglicht hatten. und auch der sechste Bericht enthält keine gravierenden Neuigkeiten, abgesehen von der Rüge einiger Auszubildenden, die die Schule als „höhere Töchterschule“ missverstanden hätten, um sich dort sehr günstig in der Kochkunst unterrichten zu lassen, sich aber den „gröberen Hausarbeiten, wie Putzen, Waschen, Bügeln. u. s. w.“ verweigert hätten. Dies sei nicht die Klientel, welche man habe ansprechen wollen und habe aufgrund ihres Verhaltens entlassen werden müssen.:S. 3 f Gleichwohl wurde eine andere Erweiterung des Angebots realisiert. Es wurde aufgrund vieler Wünsche ein Kochunterricht für „Bürgerstöchter[..], die lediglich das Kochen erlernen wollen“ angeboten. Der Kurs, der erstmals im November 1903 startete, fand dreimal in der Woche von 9 bis 13 Uhr statt und ging über drei Monate.:S. 5
Der siebte Jahresbericht für die Zeit vom 1. Oktober 1903 bis 30. September 1904 befasste sich ausführlich mit den Erwerbschancen der jüdischen weiblichen Jugend. Da die Ausbildung an der Haushaltungsschule ja die Mädchen aus der jüdischen Unterschicht zur Zielgruppe hatte, bemüht sich der Bericht um den Nachweis, dass für dieses Klientel die Ausbildung zur Hausgehilfin nur Vorteile hat gegenüber einer Ausbildung zur Schneiderin, Modistin, Verkäuferin oder Comptoristin. Man wolle damit keineswegs sagen, „dass alle jungen Mädchen Köchinnen oder Dienstmädchen werden müssen, aber das Vorurteil, daß der Stand der Hausgehülfin ein minderwertiger, ein weniger achtbarer sei wie ein anderer, möchten wir bekämpfen und die Vorteile, die unserer weiblichen Jugend dieser Beruf bringt, ins rechte Licht rücken“.:S. 3 ff. Zugleich wurde im Bericht davon ausgegangen, dass „alle die jüdischen Mädchen mehr oder minder hoffen, in der Ehe eine Versorgung zu finden“. Genau für diesen „erträumten Beruf“ der Ehefrau sei die Ausbildung zur Hausgehilfin die richtige Vorbereitung.:S. 5 f Eine Vorbildfunktion könne in diesem Zusammenhang von dem im Jahr zuvor eingerichteten Kochunterricht für Bürgerstöchter ausgehen, denn wenn „auch wohlhabende Mädchen [sich] dazu verstehen, das Kochen zu erlernen und es auszuüben, dann werden auch die weniger bemittelten Kreise vielleicht die Scheu vor dem Berufe verlieren“.:S. 6 In der Hoffnung auf eine Umwälzung in der Küche durch „besser geschulte, verständnisvollere Kräfte“ für die Küchenarbeit, endet der Artikel mit einem Apell:

„Darum, Ihr Mütter, die Ihr das Beste Eurer Kinder im Auge habt, Ihr Wohltäter, die Ihr den Mädchen die Mittel zum Selbsterwerb gebet, lasset sie vor allem und zuerst in den häuslichen Beruf treten, und denkt dabei der Worte des größten Frankfurters:
 ‚Diene lerne das Weib bei Zeiten nach ihrer Bestimmung;
 Denn durch Dienen allein gelangt sie endlich zum Herrschen.‘“

Jenseits dieser Überlegungen zur Rolle der Frau wird im Bericht auf eine staatsrechtliche Anerkennung der Haushaltungsschule verwiesen. Die Anstalt wurde im Juni 1904 im Auftrage der städtischen Schuldeputation vom Stadtschulrat besucht und erhielt in der Folge „die Conzession, deren Einholung die k. Regierung in Wiesbaden gefordert hatte“.:S. 6 f Zugleich wurde aus Anlass des siebzigsten Geburtstages des Vereinsvorsitzenden Alfred Geiger mit dessen finanzieller Unterstützung der Alfred-Geiger-Fond eingerichtet, durch den künftig Stipendien für die Zöglinge vergeben werden sollten.:S. 7 Die Kapazität der Anstalt lag im Berichtsjahr unverändert bei 24 Auszubildenden, von denen 22 „in Stellung gegangen“ waren, 20 „Pensionärinnen“ und sechs Tischgästen zum Mittagessen. Hinzu kamen vier „junge Damen“, die am Kochunterricht teilgenommen hatten.:S. 8 f
Der 1906 vorgelegte „Achte Bericht der Jüdischen Haushaltungsschule“ für die Zeit vom 1. Oktober 1904 bis 30. September 1905 enthält keine Neuigkeiten über die Schule. Ihm folgt mit dem neunten Bericht ein Bericht, der die Zeit vom 1. Oktober 1905 bis zum 30. September 1907 umfasst. Er beginnt mit einem Nachruf auf Alfred Geiger, den im Juni 1906 verstorbenen Mitbegründer und Ersten Vorsitzenden des Trägervereins. Zu dessen Nachfolger wurde I[Isaac]. C[arl]. Weill gewählt, „der bis kurz vor dem Ausbruch des Weltkrieges ein überaus verständnisvoller Vorsitzender war“.:S. 11
Im Juli 1906 konnte die Schule ihre Räumlichkeiten im Gebäude Fahrgasse 146 erweitern und drei Schlafsäle mit 18 Betten in Betrieb nehmen, was aber keine Ausweitung des Ausbildungswesens zur Folge hatte, das „in seitheriger befriedigender Weise“ weiter seinen Lauf nahm.:S. 4 f Abermals wurde darauf hingewiesen, „daß das jüdische Mädchen, besonders das orthodox erzogene, in dienender Stellung finanziell besser gestellt und auch vor jeder moralischen Gefährdung gesichert ist wie in jedem anderen Beruf“. Dieser Hinweis erfolgte auch vor dem Hintergrund, dass die Nachfrage nach den Absolventinnen der Anstalt deutlich größer war als das Angebot, das ja nach wie vor bei 24 Personen im Jahr lag. „Die Jüdische Haushaltungsschule ist es nun, die dieses Manko an weiblichen Hilfskräften auszugleichen bestrebt ist.“:S. 6
Auch der Zehnte Bericht umfasst wieder zwei Berichtsjahre und umfasst die Zeit vom 1. Oktober 1907 bis zum 31. Dezember 1909. Der Verein hatte inzwischen seine Statuten geändert und den zuletzt fünfzehn Mitglieder zählenden Vorstand:S. 7 umgebildet. Den Vorstand bildeten nun nur noch der Erste Vorsitzende und der 1. Schriftführer, während alle übrigen seitherigen Vorstandsmitglieder nun den Verwaltungsausschuss bildeten, aus dessen Mitte der Vorstand gewählt wurde.:S. 3
Der zehnte Bericht enthält erstmals auch Fotos, die Auszubildende in der Küche und in der Waschküche zeigen sowie einen Blick in die Schlafsäle werfen. Thematisiert wurden außerdem die Bemühungen, gerade für Mädchen aus minderbemittelten Familien den Besuch der Anstalt zu ermöglichen und für dieses Klientel auch Stipendien einzuwerben. Es wurde von einer die Ausbildungsplätze übersteigenden Nachfrage berichtet, doch seien „Räume und Mittel nur zur gleichzeitigen Aufnahme von 12 Schülerinnen ausreichend“.:S. 5

Ausbildungs- und Schlafräume der Jüdischen Haushaltungsschule um 1909
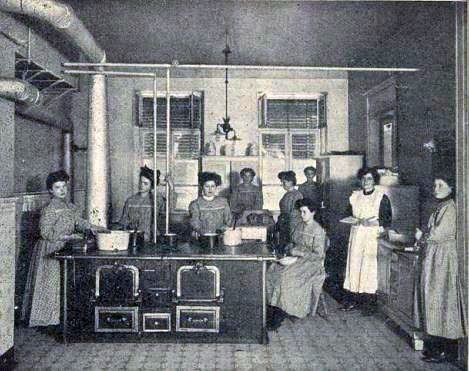
Lehrküche
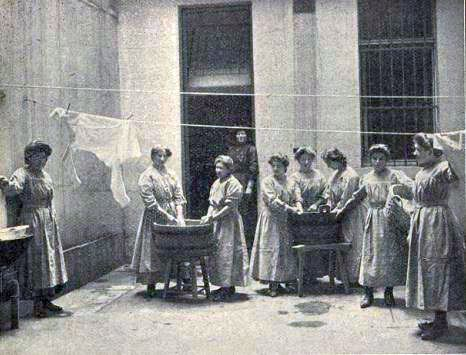
(Lehr-)Waschküche
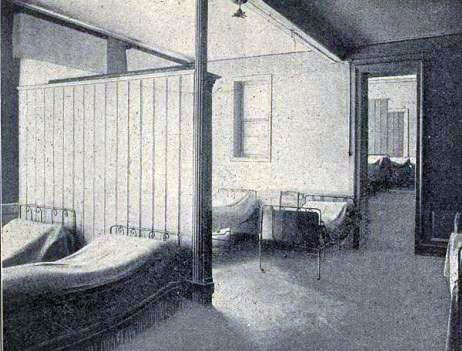
Schlafsäle der Auszubildenden

Eine Neuerung wurde für 1910 aber in Aussicht gestellt. An den städtischen Volksschulen fand seit einigen Jahren für die Mädchen in den obersten Klassen Kochunterricht statt. An diesem Unterricht nahmen jedoch aus religiösen Gründen jüdische Mädchen vielfach nicht teil, und diesen sollte nun eine Alternative geboten werden. Die Anstalt stellte dafür ihre Küche zur Verfügung, „damit auch die Tochter religiöser Eltern schon während der Schulzeit in die Elemente der Hauswirtschaft eingeführt und in ihnen der Sinn für Ordnung, Reinlichkeit, sparsame Verwendung von Zeit und Geld geweckt wird“.:S. 8 Die Mittel für den Betrieb dieser Schulküche kamen von der Israelischen Gemeinde, von der Frankfurt-Loge und dem Israelischen Hilfsverein:S. 9, und Alice Lilienstein wies in ihrem Rückblick aus dem Jahr 1937 darauf hin, dass die „Israelitische Gemeinde [..] noch heute eine Subvention zur Erhaltung der Schulküche“ gewährte.:S. 6
Ob nach diesem zehnten Bericht noch weitere folgten, ist nicht bekannt. Die weitere Entwicklung wird im Zusammenhang ausschließlich durch Alice Liliensteins Bericht dargestellt, und diese spricht für die Jahre bis 1913 von einem „ruhigen Gleichmaß“, indem „die Arbeit während der nächsten Jahre weitergeführt“ worden sei.:S. 6 1913 brachte dann eine bedeutsame Erweiterung. Die preußische Provinzialschulbehörde in Kassel erteilte der Haushaltungsschule die Berechtigung, „jüdische[.] Seminaristinnen des Frauenbildungsvereins an unserer Schule zur Kochprüfung vorzubereiten“. Das besondere daran war, dass „es bis dahin für gesetzestreue jüdische junge Mädchen keine Lehrstelle gab, um sie zur Haushaltungslehrerin heranzubilden“.:S. 6 Die Leitung der Schule übernahm in diesem Zusammenhang Martha Michaelis.

### Neustart in der Königswarterstraße

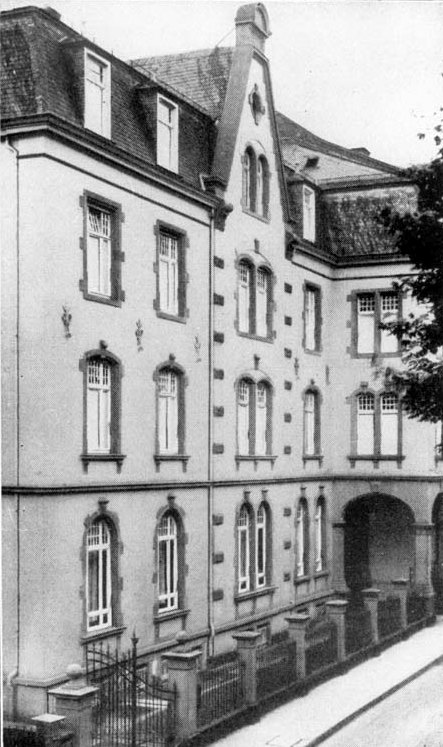
Das Gebäude der Jüdischen Haushaltungsschule Frankfurt in der Königswarterstraße 20, Frankfurt am Main (vermutlich 1928)

Etwa zeitgleich zu der Aufwertung der Haushaltungsschule durch die preußische Schulverwaltung wurden Schule und Verein von den Rothschilds davon in Kenntnis gesetzt, dass diese eine andere Nutzung des Gebäudes in der Fahrgasse anstrebten. Eine Alternative ergab sich durch die Bereitschaft des Vereins für jüdische Krankenpflegerinnen, ein ihm gehörendes Gebäude in der Königswarterstraße 20 zu verkaufen. Dank vieler Spenden und der Unterstützung der Israelitischen Gemeinde konnte der Erwerb des Gebäudes und dessen Umbau für die Zwecke der Haushaltungsschule realisiert werden, die am 24. Juli 1914 ihr neues Domizil bezog.:S. 7
Alice Lilienstein berichtete nichts über die Zeit des Ersten Weltkriegs, schrieb aber, dass durch die Kriegserfahrungen die „Notwendigkeit einer gründlichen hauswirtschaftlichen Ausbildung“ gestärkt worden sei. Die Konsequenz daraus war es,

„neue hauswirtschaftliche Kurse einzurichten, die sowohl zur Ausbildung von höheren Hausbeamtinnen wie auch zur Schulung für den eigenen Haushalt dienen sollten. Die Ausbildung zum Berut der Hausbeamtin sollte einem wirtschaftlichen und sozialen Bedürfnis entsprechen, da die Nachfrage nach solch geschulten Kräften weit größer als das Angebot war.“

Dem Bericht ist nicht genau zu entnehmen, wann dies tatsächlich stattfand. Im Anschluss an das vorangegangene Zitat verwies Lilienthal nämlich zunächst auf die Notwendigkeit, aus finanziellen Gründen auch ältere, nicht mehr im Beruf stehende Damen als Pensionsgäste aufzunehmen und beschrieb dann das in der Nachkriegs- und Inflationszeit sich ausbreitende Desinteresse der Mädchen am Beruf der Hausangestellten, welcher an Attraktivität gegenüber kaufmännischen Berufen verloren habe. Die Antwort darauf sei die Umgestaltung der Kurse gewesen. Es wurde nun eine halbjährige Ausbildung zur Haustochter angeboten, die mit einem Examen abschloss.:S. 8

### Die Haushaltungsschule in der Weimarer Republik
Vom 8. bis 10. Oktober 1923 fand in Berlin die von der Zentralwohlfahrtsstelle der Juden in Deutschland ausgerichtete Jüdische Erziehungskonferenz statt und zeitlich vorgelagert am 7. und 8. Oktober die 8. Delegiertenversammlung des Jüdischen Frauenbundes. In einem Beitrag über die Berufsberatung für die weibliche Jugend referierte Susi Lemm aus Berlin:

„Jüdische weibliche Berufsberatung muß mit Rücksicht auf die besonders gearteten soziologischen Verhältnisse der deutschen Juden mit einer gewissen Berufsumschichtung in Zusammenhang gebracht werden. Es wird das Bestreben sein müssen, die jüdischen erwerbstätigen Mädchen aus den Berufen der kaufmännischen Angestellten, wo sie unqualifizierte Arbeit leisten, langsam wieder herauszuholen und wirklich produktiven Berufen, vor allen Dingen dem Haushalt zuzuführen. Voraussetzung ist allerdings, daß der Hausangestelltenberuf nach jeder Richtung hin gründlich reformiert wird. Die Haushaltsangestellten müssen als Familienmitglieder aufgenommen und ihnen selbst muß der Haushalt zu einer zweiten Heimat werden. Gewisse praktische Ausbildungsmöglichkeiten (Kranken- und Säuglingspflege, Buchführung) werden im Zusammenhang mit der Hausangestelltentätigkeit eine Grundbedingung für die Zukunft bilden müssen.“

Alice Lilienstein sah durch die Berliner Konferenz ein neues Arbeitsgebiet für die Haushaltungsschule erschlossen: das der Ausbildung zur Anstaltsbeamtin, die im Einvernehmen mit dem Jüdischen Frauenbund eingerichtet werden sollte.:S. 8 Bereits Anfang 1924 legte die Anstalt einen Plan für eine eineinhalbjährige Ausbildung zur Jüdischen Anstaltsbeamtin vor. Die Ausbildung sollte umfassen: 6 Monate Hauswirtschaft, 6 Monate Beschäftigung im Kindergarten und Hort, 6 Monate praktische Tätigkeit im Großbetrieb (Krankenhaus, Sanatorium, Heim des Jüdischen Frauenbundes). Der erste Teil dieser Ausbildung entsprach den im Wesentlichen den bisherigen Kursen der Haushaltungsschule für Haustöchter (Haushaltsgehilfinnen). Der Antrag wurde am 2. Mai 1924 vom Regierungspräsidium Wiesbaden genehmigt und zugleich der Einstellung von Thekla Picard (* 23. Juni 1900 in Freiburg) als Lehrerin für Buchführung, Stenografie und Schreibmaschine, Bürger- und Lebenskunde und Gesundheitslehre zugestimmt. Der erste Kurs dieser Art wurde von sieben jungen Frauen erfolgreich absolviert:S. 8, die vom 19. Bis 21. April 1926 ihre Abschlussprüfung ablegten.
Welche Bedeutung das Berufsbild der Anstaltsbeamtin in den Augen der Vordenkerinnen der jüdischen Berufswahl für Frauen hatte, zeigt ein Artikel in den Blättern des Jüdischen Frauenbundes aus dem Mai 1925. Ebenfalls unter Berufung auf die Berliner Erziehungskonferenz wird dort „der Beruf der jüdischen Hausbeamtin“ als Beruf gepriesen, „der den meisten Mädchen gerecht wird und sie zur harmonischen Entfaltung ihrer Persönlichkeit führen kann“. Das „den meisten Mädchen“ wird aber gleich wieder durch den Verweis auf die „vergeistigte[.] und hochverantwortliche[.] Aufgabe der Hausbeamtin“ eingeschränkt, da die es natürlich erscheinen lasse, „daß seine Anwärterinnen überwiegend aus den Kreisen des sogenannten Mittelstandes kommen“. Um dies alles auch organisatorisch und propagandistisch begleiten zu können, war bereits im Jahr zuvor der in Berlin residierende Verein zur Ausbildung jüdischer Hausbeamtinnen gegründet worden.
Eine weitere Anerkennung wurde der Haushaltungsschule im Herbst 1925 zu Teil. Die Schule hatte in einem Schreiben vom 29. März 1925 darauf hingewiesen, dass sie „außer der Leiterin [..] z. Zeit 2, demnächst 3 geprüfte Lehrerinnen hauptamtlich beschäftigt; außerdem wirken nebenamtlich 3 akademisch vor gebildete Lehrkräfte (für die Fächer Religion, Pädagogik und Hygiene) sowie eine geprüfte Handarbeitslehrerin in unserer Anstalt.“ Damit waren die Voraussetzungen erfüllt, dass die Schule am 12. September 1925 vom Preußischen Minister für Handel und Gewerbe „als öffentliche Haushaltungsschule“ anerkannt werden konnte. Mit dieser Anerkennung war das Recht verbunden, 14- bis 17-jährige Mädchen, die nach ihrem Schulabschluss weder eine kaufmännische noch eine gewerbliche Ausbildung angetreten hatten, hauswirtschaftlich auszubilden und diesen damit die sonst vorgeschriebene dreijährige hauswirtschaftliche Fortbildung zu ersparen. Die Schule erweiterte für dieses Ausbildungsangebot ihren Lehrplan um die Fächer Erziehungslehre und Gartenbauunterricht.:S. 8
1926 wurde die seit 1924 an der Schule arbeitende Lucie Laquer zu deren Leiterin berufen, der fortan eine wirtschaftliche Leiterin zur Seite stand.:S. 8 Lucie Laquer, die die Schule bis zu deren Schließung im Jahre 1938 leitete, wurde vom Preußische Minister für Handel und Gewerbe allerdings nur als kommissarische Leiterin anerkannt, da ihr noch die Ernennung zur Gewerbelehrerin fehlte. Dazu musste sie erst von Oktober 1928 bis März 1929 in Kassel den notwendigen Ergänzungslehrgang absolvieren, bevor das Preußische Ministerium am 21. Mai 1929 mitteilte, dass Lucie Laquer die „Anstellungsfähigkeit als Gewerbelehrerin erhalten“ habe und die Leitung der Anstalt endgültig übernehmen dürfe.
In der Zwischenzeit war der Schule auch die Berechtigung erteilt worden, „jüdische Seminaristinnen des städtischen Seminars“, die dort im Kochen und in Hauswirtschaft ausgebildet worden waren, zu technischen Lehrerinnen weiterzubilden und zu prüfen. 13 junge Frauen legten am Ende des ersten Lehrgangs die Prüfung ab.:S. 9
Die Nachfrage nach Ausbildungsplätzen und die Forderungen der Schulbehörde machten 1927 eine Erweiterung des Raumangebots erforderlich. Neben verbesserten Innenräumen wurde auch der bisherige Dachgarten umgestaltet und an dessen Stelle Räume für Turn-, Bügel- und Handarbeitsunterricht geschaffen.:S. 9 Nach Abschluss dieser Um und Erweiterungsbauten informierte die Schule am 9. Dezember 1927 den zuständigen Frankfurter Schulrat Barth über die aktuelle Situation.

„In unseren Vollkursen sind augenblicklich insgesamt 41 Schülerinnen, 11 Anstaltsbeamtinnen, 1 Vorseminaristin und 29 Haustöchter. In den 4 Gruppen sind je 12,10 und 2 mal 9 Schülerinnen. In den beiden Schulküchenkursen befinden sich je 15 Kinder der hiesigen Volksschulen, eines davon ist Schülerin der Berufsschule. Der Kochunterricht in den 3 vorhandenen Küchen am Freitag Vormittag ist derart verteilt, dass jede Gruppe dreimal monatlich kocht, das vierte Mal deutschen Aufsatz schreibt. Am Sonntag Vormittag hat die Anstaltsbeamtinnengruppe vorerst im Sitzungszimmer Unterricht, die 3 anderen Gruppen gemeinsam im Lehrzimmer 1. Stock; nach den Ferien, leider verspätet, ist ein grosser neuer Lehrsaal im 3. Stock zu beziehen, der für Handarbeits- und Bügelunterricht eingerichtet ist und in dem in Zukunft der theoretische Gesamtunterricht mehrerer Gruppen stattfinden soll.“

1928 erhielt die Schule die Erlaubnis, 14-jährige Mädchen, die zuvor die Volksschule abgeschlossen hatten, in einem einjährigen Lehrgang in Haushaltsführung auszubilden. Diese Lehrgänge wurde gut angenommen und blieben bis 1938 unter dem Namen Lehrlingsklasse im Angebot. Ostern 1929 wurde vom Preußischen Ministerium dann auch noch die Genehmigung erteilt, ein Haushaltspflegerinnenseminar einzurichten.:S. 9 Sie reihte sich damit ein in den Kreis der bis dahin acht städtischen und staatlichen Schulen in Frankfurt, die Haushaltspflegerinnen ausbildeten und sah den Start ihres ersten Lehrgangs für Ostern 1930 vor.
Nach einem Erlass des Preußischen Ministers für Handel und Gewerbe vom 1. Mai 1917 waren die gewerblichen Privatschulen verpflichtet, jährlich Auskunft über den Status ihrer Einrichtung zu geben. Davon betroffen war auch die Jüdische Haushaltungsschule, und auf der Basis dieser Schuljahresberichte veröffentlichte die Schule 1928/29 in einem Prospekt Zahlen über die Schülerinnenzahlen zwischen Ostern 1924 und Ostern 1928.
| Schuljahr | Zahl der Schülerinnen | davon              | davon                   | davon         | davon          | Zahl der Lehrkräfte | Zahl der Lehrkräfte |
| Schuljahr | Zahl der Schülerinnen | Vollschü- lerinnen | Nichtvoll- schülerinnen | Über 18 Jahre | Unter 18 Jahre | haupt- amtlich      | neben- amtlich      |
| --------- | --------------------- | ------------------ | ----------------------- | ------------- | -------------- | ------------------- | ------------------- |
| 1924/25   | 74                    | 42                 | 32                      | 34            | 40             | 3                   | 4                   |
| 1925/26   | 76                    | 76                 | 46                      | 30            | 46             | 3                   | 6                   |
| 1926/27   | 81                    | 57                 | 24                      | 35            | 46             | 4                   | 6                   |
| 1927/28   | 114                   | 71                 | 43                      | 51            | 63             | 4                   | 5                   |
| 1928/29   | 110                   | 67                 | 43                      | 38            | 72             | 5                   | 5                   |

Die Lehrerschaft im letzten Berichtsjahr bestand aus zwei Gewerbeoberlehrerinnen, drei technischen Lehrerinnen, einer Hauswirtschaftslehrerin, einem Rabbiner, einem Arzt und einer Jugendleiterin. Die nachfolgenden Fotos geben einen Einblick in die Einrichtung nach dem oben schon erwähnten Um- und Erweiterungsbau im Jahre 1927.

Ausbildungs- und Aufenthaltsräume der Jüdischen Haushaltungsschule um 1928/29
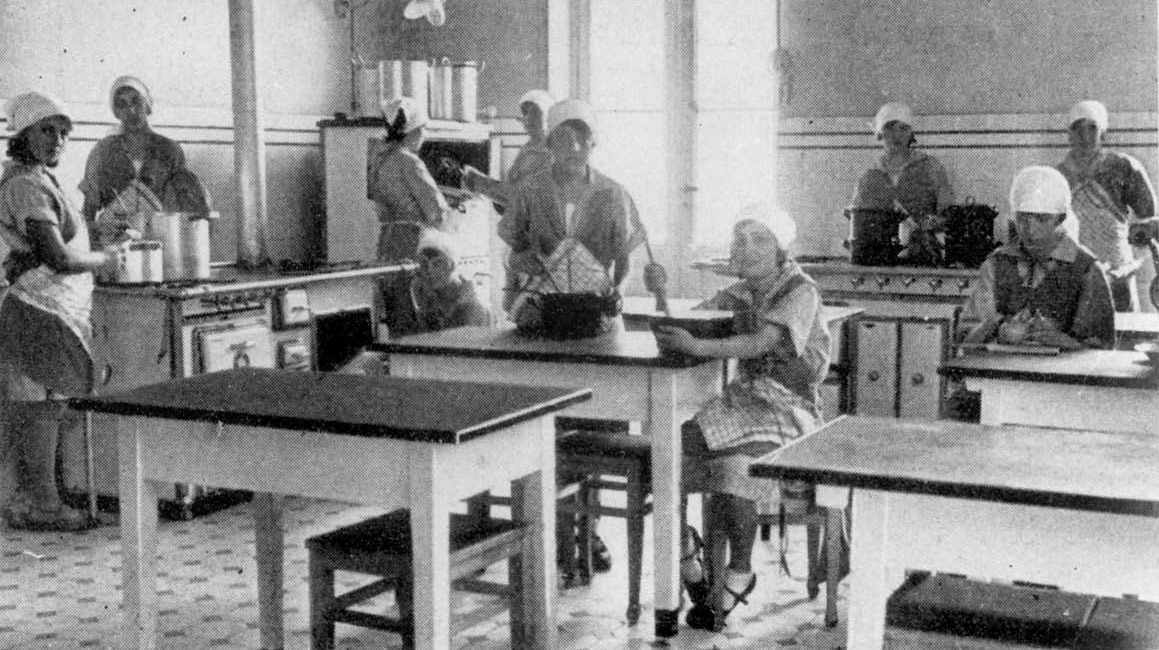
Blick in die Lehrküche
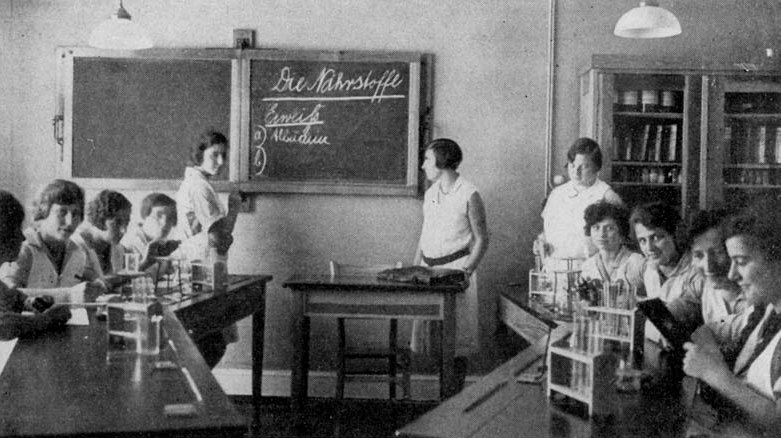
Lehrzimmer für theoretischen Unterricht
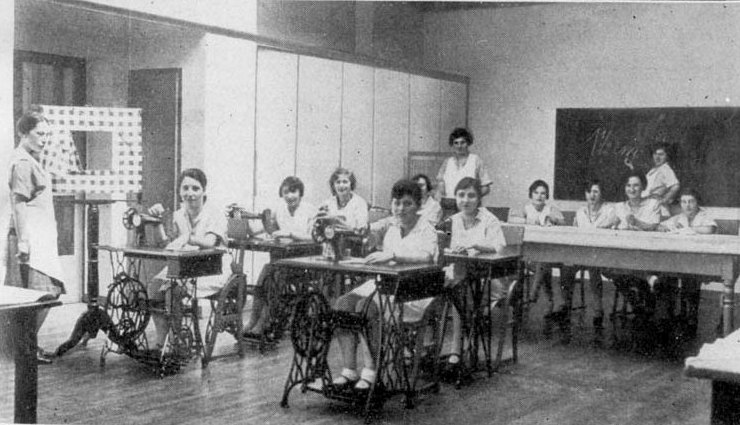
Der 1927 neu erbaute Lehrsaal für Handarbeits-, Bügel- und theoretischen Unterricht
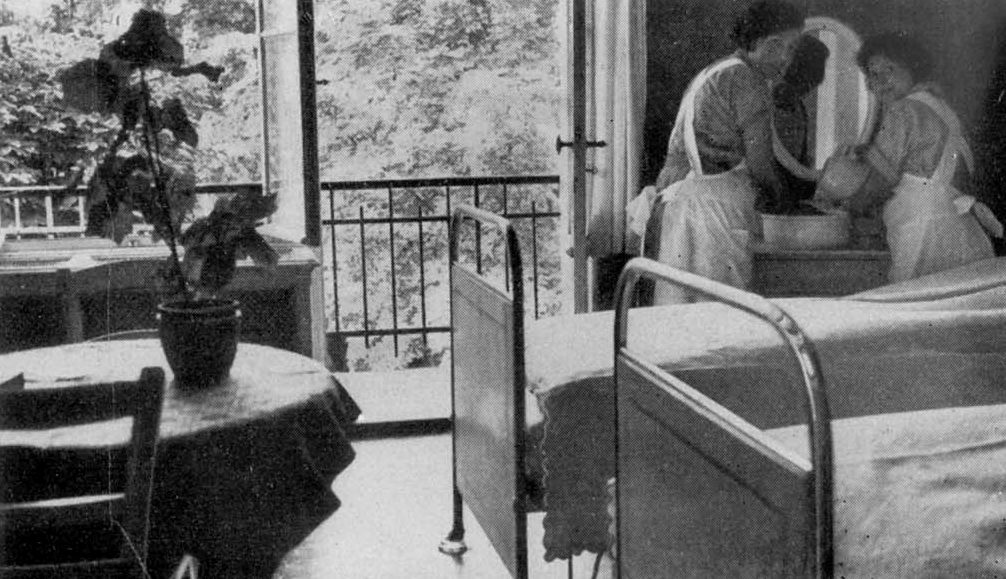
Ein Schlafraum der Schülerinnen
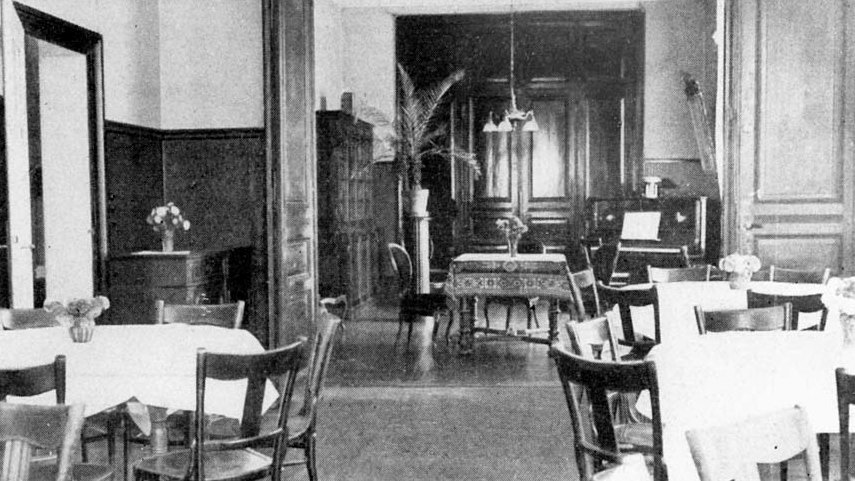
Wohn- und Speiseraum

In vielen Quellen wird die Einrichtung jüdischer Notstandsküchen in Frankfurt auf das Jahr 1933 datiert. Alice Lilienstein berichtet dagegen, dass diese seitens der Jüdischen Wohlfahrtspflege bereits 1931 eingerichtet worden seien und die Haushaltungsschule seit November 1931 „einen Teil des Essens in ihrer Küche“ zubereiteten ließ. 1933 musste die Schule dieses Engagement aber beenden, da sie durch das Anwachsen ihres eigenen Betriebes dazu nicht mehr in der Lage war.:S. 9

## Die Haushaltungsschule unter der Nazi-Herrschaft
Offene Kritik an den politischen Verhältnissen konnten sich 1938 weder Alice Lilienstein noch ihre Coautorinnen in dem Bericht zum 40-jährigen Bestehen der Haushaltungsschule erlauben. Lilienstein spricht deshalb nur vom „Umschwung des Jahres 1933“, der „neue Pflichten“ gebracht habe. Zur Situation der fünfjährigen Arbeit unter der Naziherrschaft heißt es:

„Schwere, arbeitsreiche Jahre durchlebten wir seit 1933, äußerste Anspannungen aller Kräfte und Mittel bedarf es, um den Betrieb weiterzuführen und zu erhalten.“

Fachklassen für Schneidern und Nähen wurden nach 1933 neu eingerichtet, Palästinakurse aber bald wieder aus dem Programm genommen, weil sie für auswanderungswillige Mädchen nicht umfassend genug waren. Dennoch wuchs die Nachfrage nach Ausbildungsplätzen, aber die „fortschreitende Verschlechterung der wirtschaftlichen Lage der Juden“, führte dazu, dass immer mehr Mädchen die Kursgebühren nicht mehr aufbringen konnten. Geholfen werden konnte da nur durch Subventionen seitens der „Reichsvertretung der Juden in Deutschland“ der Frankfurter Israelitischen Gemeinde.:S. 10
Lehrkräfte der Schule unterrichteten bis Ostern 1936 die noch die staatliche Berufsschule besuchenden berufsschulpflichtigen jüdischen Mädchen, und ab Ostern 1936 bot die Schule in ihren Räumen den Schülerinnen der Obertertia und Untersekunda des Philanthropin (Frankfurt am Main) einen wöchentlichen Kochunterricht an. 1935/36 konnte auch noch einmal für 10 junge Frauen eine Ausbildung zur technischen Lehrerin durchgeführt werden, die mit einem staatlichen Examen abschloss. Mit dem Satz „Eine Wiederholung dieses Lehrganges wird erstrebt.“ endete mehr als ein Jahr später Alice Liliensteins Bericht über die Aktivitäten der Schule.:S. 10
Da die städtischen Akten über die Jüdische Haushaltungsschule für die Zeit nach 1933 durch Kriegseinwirkungen zerstört wurden, existieren für diese Zeit nur noch zwei Berichte, die die Schule wie die anderen Frankfurter gewerblichen Privatschulen für die staatliche Schulaufsicht erstellen musste. (Siehe: Berichtspflicht nach einem Erlass des Preußischen Ministers für Handel und Gewerbe) Aufgrund dieser Berichte ergeben sich für die Zeit zwischen Ostern 1936 und Ostern 1938 zwei Übersichten über das Ausbildungsangebot und die daran beteiligten Lehrkräfte.
| Kursart                                           | Ausbildungsjahre           | Ausbildungsjahre                  | Ausbildungsjahre           | Ausbildungsjahre        |
|                                                   | April 1936 – April 1937    | April 1936 – April 1937           | April 1937 – April 1938    | April 1937 – April 1938 |
| wöchentliche Unterrichts- stunden                 | Zahl der Teil- nehmerinnen | wöchentliche Unterrichts- Stunden | Zahl der Teil- nehmerinnen |                         |
| ------------------------------------------------- | -------------------------- | --------------------------------- | -------------------------- | ----------------------- |
| a) Jahreskurse                                    |                            |                                   |                            |                         |
| Haushaltspflegerinnenseminar                      | 43                         | 3                                 | 40,5                       | 5                       |
| Einjähriger Haushaltungslehrgang für 16-Jährige   | 41                         | 33                                | 35,5                       | 31                      |
| Einjähriger Haushaltungslehrgang für 14-Jährige   | 35                         | 20                                | 34                         | 31                      |
| Einjährige Fachklasse für Schneiderin und Näherin | 38                         | 11                                | 34,5                       | 11                      |
| Summe Teilnehmerinnen Jahreskurse                 |                            | 67                                |                            | 78                      |
| b) Halbjahreskurse                                |                            |                                   |                            |                         |
| Haushallungskurse (jeweils April – Oktober)       | 41                         | 30                                | 36                         | 30                      |
| Haushaltungskurse (jeweils Oktober – April)       | 41                         | 17                                | 35,5                       | 12                      |
| Summe Teilnehmerinnen Halbjahreskurse             |                            | 47                                |                            | 42                      |
|                                                   |                            |                                   |                            |                         |
| Auszubildende total                               |                            | 114                               |                            | 120                     |
|                                                   |                            |                                   |                            |                         |
| c) Kochkurse im Einzelunterricht                  |                            |                                   |                            |                         |
| Berufstätige in 2 Monatskursen                    |                            | 22                                |                            |                         |
| Volksschülerinnen der letzten Klasse              |                            | 60                                |                            | 64                      |
| Schülerinnen des Philanthropins                   |                            | 80                                |                            | 50                      |
| Teilnehmerinnen am Kochunterricht                 |                            | 162                               |                            | 114                     |

| Anstellungs- art | Name                  | Funktion/Ausbildung                                             | beschäftigt seit | Wochenstunden im  | Wochenstunden im  |
| Anstellungs- art | Name                  | Funktion/Ausbildung                                             | beschäftigt seit | Schuljahr 1936/37 | Schuljahr 1937/38 |
| haupt- beruflich | Lucie Laquer          | Schulleiterin, Gewerbelehrerin und landwirtschaftliche Lehrerin | Oktober 1924     | 29                | 24                |
| haupt- beruflich | Elisabeth Schlesinger | Gewerbelehrerin                                                 | April 1935       | 34                | 26                |
| haupt- beruflich | Ruth Fischel          | Gewerbelehrerin                                                 | Mai 1934         | 31                | 31,5              |
| haupt- beruflich | Ellen Katzenstein     | Gewerbelehrerin                                                 | Oktober 1933     | 33                | 32                |
| haupt- beruflich | Camilla Faitini       | Gewerbelehrerin                                                 | April 1936       | 32                | 31                |
| haupt- beruflich | Clara Bachrach        | technische Lehrerin, Hauswirtschaft und Nadelarbeit             | April 1936       | 29                | 28                |
| haupt- beruflich | Irma Weber            | technische Lehrerin, Hauswirtschaft und Nadelarbeit             | April 1936       | 27                |                   |
| haupt- beruflich | Sidonie Levy          | technische Lehrerin                                             | April 1937       |                   | 28                |
| haupt- beruflich | Else Pick             | technische Lehrerin                                             | April 1937       |                   | 30                |
|                  |                       |                                                                 |                  |                   |                   |
| neben- beruflich | Dr. Gustav Löffler    | Arzt                                                            | Juni 1933        | 4                 | 5                 |
| neben- beruflich | Dr. Henry Philipp     | Studienrat                                                      | Juli 1933        | 5                 | 1                 |
| neben- beruflich | Dr. Albert Hirsch     | Studienrat                                                      | April 1936       | 1                 | 1                 |
| neben- beruflich | Sittah Golde          | technische Lehrerin                                             | Juni 1930        | 3                 |                   |
| neben- beruflich | M. Hess               | Religionslehrer                                                 | Mai 1937         |                   | 3                 |
| neben- beruflich | Dr. Mainzer           | Religionslehrer                                                 | Oktober 1937     |                   | 1                 |

Diese für die Schulaufsicht zusammengestellten Angaben werden im Wesentlichen bestätigt durch Lucie Laquers Artikel „Aus der gegenwärtigen Arbeit unserer Schule“, der Bestandteil der Broschüre zum 40-jährigen Bestehen der Schule ist. Auch darin kommen die schwierigen politischen und gesellschaftlichen Rahmenbedingungen nur andeutungsweise zur Sprache, doch verwies Laquer darauf, dass viele jüdische Familien kaum noch in der Lage waren, „eine kostspielige Berufsvorbereitung [..] zu tragen“, weshalb die Haushaltungsschule zu einer schnellen und günstigen Alternative zur Erlangung der Berufsreife geworden sei.:S. 13 Der Auftrag der Schule dürfe sich darin aber nicht erschöpfen.

„Das Elternhaus des jüdischen Jugendlichen ist heute durch Sorge und Existenzkampf in Anspruch genommen; deshalb muß die Schule Bildungsanstalt im weitesten Sinne sein, sie muß Charakterschulung und Erziehung umfassen. Darin liegt heute ihre vornehmste Bedeutung.“

Etwa ein Jahr nach der Veröffentlichung der Broschüre zum 40-jährigen Bestehen der Jüdischen Haushaltungsschule wurde diese im November 1938 geschlossen. Zu den Umständen der Schließung in der Folge der Novemberpogrome gibt es bislang keine Hinweise.

## Persönlichkeiten im Umfeld der Haushaltungsschule

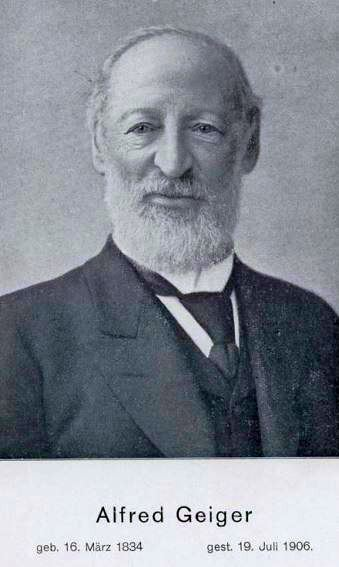
Alfred Geiger – Mitbegründer der Jüdischen Haushaltungsschule Frankfurt

- Ruth Fischel (* 29. November 1907 in Elberfeld; † Januar 1995 in Bromley (London)) war seit Mai 1934 als Gewerbelehrerin an der Haushaltungsschule tätig. Wie ihre dortigen Kolleginnen Lucie Laquer und Sidonie Levy emigrierte sie nach der Schließung der Schule nach England und arbeitete ebenfalls an der Whittingehame Farm School. Laut ihrer Registrierungskarte (sie ist als Digitalisat bei ancestry.com einsehbar) als feindliche Ausländerin (female Enemy Alien) war sie dort als Köchin tätig, und eine Internierung blieb ihr ebenso wie ihren beiden Kolleginnen erspart.
 Über den weiteren Lebensweg von Ruth Fischel nach der Schließung der Whittingehame Farm School im Jahre 1941 ist nichts bekannt; im Hessischen Hauptstaatsarchiv existiert jedoch eine Akte zu einem von ihr angestrengten Wiedergutmachungsverfahren.[50]
- Alfred Geiger (* 16. März 1834 in Frankfurt am Main; † 19. Juli 1906 in Bad Homburg vor der Höhe), promovierter Jurist und Mitarbeiter der Frankfurter Zeitung, gehörte zu den Gründern der Haushaltungschule und war bis zu seinem Tod Erster Vorsitzender des Trägervereins.[51]
- Hanna Goldschmidt, geborene Oppenheim, war Gründungsmitglied der Haushaltungsschule und gehörte bereits dem ersten Vereinsvorstand an.[1]:S. 31 Mit ihr wurde 1921 zum ersten Mal eine Frau Erste Vorsitzende des Trägervereins.[5]:S. 11
- Ellen Emma Katzenstein (* 12. Mai 1909 in Essen; † 14. April 1999)[52] war seit Oktober 1933 als Gewerbelehrerin an der Haushaltungsschule tätig. Nach deren Schließung emigrierte sie wie mehrere ihrer Kolleginnen nach England, engagierte sich dort aber nicht in der Betreuung jüdischer Flüchtlingskinder.
 Ein erster Eintrag zu Ellen Katzenstein findet sich im 1939 England and Wales Register, wo sie als in York lebende Single und Hausangestellte (Occupation: Paid Domestic Duties) registriert wurde. Am 10. Oktober 1939 wurde sie wie ihre früheren Kolleginnen als feindliche Ausländerin registriert, blieb aber ebenfalls von der Internierung verschont.
 Am 16. Juni 1946 traf die inzwischen verheiratete und in London wohnende Ellen Katzenstein[53] in New York ein.[54] Unter dem Namen Ellen Emma Kayton beantragte sie am 3. Dezember 1951 in New York ihre Einbürgerung. Zehn Jahre später, 1961, heiratete sie Ernst Israel Schiff (* 12. Oktober 1896 in Bad Arolsen; † 15. März 1967 in New York). Dieser war am 26. Juni 1939 nach England emigriert,[55] wo er das Durchgangslager Kitchener Camp durchlaufen musste. Unter der dortigen Adresse wurde er am 13. Oktober 1939 als Ausländer der Kategorie C – freundlichen Ausländer – eingestuft, was ihm das Internierungslager ersparte.[56] Am 30. Dezember 1939 verließ Schiff England und reiste am 10. Januar 1940 in die USA ein. Seine Einbürgerungserklärung stammt vom 21. Juni 1940.
 Alle für Ellen Katzenstein und ihren späteren Ehemann nachgewiesenen Wohnsitze in den USA befanden sich in New York. Über ihre beruflichen Aktivitäten – auf der englischen Registrierungskarte war für Ernst Schiff Textilienhändler (clothier) eingetragen – liegen keine Informationen vor.[57]
- Lucie Laquer (* 5. Januar 1902 in Köln; † 10. November 1994 in Gravesend),[58] Lehrerin für landwirtschaftliche Haushaltungskunde, war seit 1924 an der Schule tätig und erhielt am 23. Dezember 1926 vom Preußischen Ministerium für Handel und Gewerbe die vorläufigen Ernennung zur Leiterin der Anstalt zu, da die Vorgängerin wegen Verheiratung ausgeschieden war. Zur endgültigen Ernennung fehlte ihr noch die Prüfung als Gewerbelehrerin, die sie erst nach der Teilnahme an einem halbjährigen Ergänzungslehrgang für hauswirtschaftliche Fachschulen im Frühjahr 1919 ablegen konnte. Am 21. Mai 1929 teilt das Preußische Ministerium mit, dass es, nachdem Lucie Laquer die „Anstellungsfähigkeit als Gewerbelehrerin erhalten“ habe, die Leitung der Anstalt endgültig übernehmen dürfe. Sie blieb Leiterin der Haushaltungsschule bis zu deren Schließung im November 1938.
 Lucie Laquer emigrierte 1938 nach England[59]:S. 337 – ebenso wie ihre Frankfurter Kolleginnen Ruth Fischel und Sidonie Levy. Alle drei wurden Mitarbeiterinnen an der Whittingehame Farm School.[60] Lucie Laquer arbeitete dort als Hausmutter (matron) und wurde zwar am 31. Oktober 1939 als weibliche feindliche Ausländerin registriert, doch blieb auch ihr die Internierung erspart.[61]
 Die Whittingehame Farm School schloss 1941. Auf Lucie Laquers weiteren Verbleib in England gibt es nur indirekte Hinweise. Im Landesarchiv Berlin existiert eine Wiedergutmachungsakte aus den Jahren 1949/50 mit dem Titel „Verfahren Lucie Laquer, Red Maids School, Westbury-on-Tryns, Bristol, England, gegen das Deutsche Reich“.[62] Das legt nahe, dass sie zu diesem Zeitpunkt Mitarbeiterin dieser 1634 gegründeten Red Maids School war[63] und in Bristol lebte. Das deckt sich auch mit einem Schreiben des Frankfurter Schulamtes vom 13. Januar 1954 an das Regierungspräsidium Wiesbaden, in dem die Stadt mitteilte, dass Lucie Laquer in Bristol lebe und ein Wiedergutmachungsverfahren laufen habe.[7][64]
- Sidonie Levy (* 21. Juli 1913 in Krefeld)[65] Wann sie nach England einreiste, ist nicht bekannt.
 Sidonie Levy wurde am 31. Oktober 1939 – ebenso wie ihre ehemaligen Frankfurter Kolleginnen Lucie Laquer und Ruth Fischel – als weibliche feindliche Ausländerin (female Enemy Alien) registriert, doch blieb ihnen die Internierung erspart. Die drei lebten zu der Zeit auf der Whittingehame Farm School, wo Sidonie Levy laut Registereintrag (Digitalisat in der Datenbank von ancestry.com) als Hausangestellte (domestic servant) arbeitete. Auf der Wikipedia-Seite der Whittingehame Farm School wird sie als Köchin erwähnt und unter dem Namen Sidi Una-Levy. Auch hier liegt wie bei den Angaben zum Geburtsort ein Fehler vor. Ihr durch eine spätere Heirat angenommener Ehename war Unna, und sie war mit Victor Unna verheiratet,[66] mit dem sie später in Palästina lebte.[67] Viktor Unna (* 12. Februar 1904 in Mannheim; † 1. März 1982 in Jerusalem)[68] war der Sohn von Isak Unna und einer der Brüder von Mosche Unna.
 Die Whittingehame Farm School wurde im September 1941 geschlossen. Die nächste für Sidonie Levy nachgewiesene Station war die 1944 eröffnete Thaxted Farm, ein vom religiös-zionistischen Jugendverband Bachad zu Hachschara-Zwecken betriebener Bauernhof in Essex.[69] Vermutlich 1946 wechselte Sidonie Levy dann in der Nachfolge von Fridolin Friedmanns Ehefrau als Hausmutter zur Millisle Farm, wo Waisenkinder betreut wurden, die das Konzentrationslager Auschwitz überlebt hatten.[70]
- Alice Lilienstein (geborene Cramer; * 30. Juli 1885 in Frankfurt am Main; † 22. Oktober 1964 in Philadelphia).[71] Sie ist die Autorin des Überblicks über die vierzigjährige Geschichte der Schule,[5] gehörte nach Salomon Korn „zu denen, die nach den Pogromen versuchten, die Arbeit der Anlauf- und Unterstützungsstellen der [jüdischen] Gemeinde zu gewährleisten“ und war „zuständig für die Haushaltshilfenberatung beim Jüdischen Frauenbund“.[72]
 Lilienstein besuchte die Elisabethenschule (Frankfurt am Main) und ging danach für sechs Monate nach England. Seit 1907 engagierte sie sich in Frankfurt in jüdischen Organisationen und war 1938 Leiterin der Frauenberatung des Frankfurter Hilfsvereins.[59]:S. 337 Zum Zeitpunkt der Abfassung ihres Berichts über die Geschichte der Haushaltungsschule war sie Zweite Vorsitzende von deren Trägerverein.[5]:S. 12
 Am 21. Juni 1941 konnte Alice Lilienstein, von Barcelona kommend, in die USA einreisen. Die Datenbank von Ellis Island nennt Frankfurt als ihren letzten dauerhaften Wohnsitz.
- Gustav Löffler (* 2. Mai 1879 in Mannheim; † 26. September 1962 in Haifa) war promovierter Mediziner, der ab 1903 in Frankfurt am Main lebte und als praktischer Arzt am Krankenhaus der Israelitischen Gemeinde arbeitete.[73] „Der praktische Arzt Dr. med. Gustav Löffler, stellvertretender Chefarzt und während des Ersten Weltkriegs auch Chefarzt des Gumpertz’schen Siechenhauses, [..] war ein gefragter Fachautor und Vortragsredner für medizin- und sozialpolitische Themen und engagierte sich für die jüdische Jugend. Dr. Löffler bekannte sich zur Frankfurter jüdischen Gemeinde-Orthodoxie.“[74] Er war Mitbegründer und späterer Vorsitzender des Verbands jüdischer Jugendvereine Deutschlands[73] und ab 1928 endgültig Chefarzt des Gumpertz’schen Siechenhauses.[75]:S. 24 Er arbeitete schon früh mit Bertha Pappenheim und dem Jüdischen Frauenbund zusammen, wirkte als Armenarzt der Jüdischen Gemeinde und unterstützte den Israelitischen Hilfsverein zur Unterstützung von bedürftigen Frankfurter Juden.[75]:S. 27 f
 Die Jüdische Haushaltungsschule wurde schon seit ihres Bestehens von Frankfurter Ärzten betreut, die sich, vermutlich ehrenamtlich, um die Gesundheit der Auszubildenden kümmerten. In dieser Tradition stand wahrscheinlich auch die für die Jahre 1936 bis 1938 dokumentierte nebenamtliche Tätigkeit Löfflers. Bei seinem Biografen Bertram finden sich hierzu keine Hinweise.
 Im Rahmen der von den Nationalsozialisten organisierten Juni-Aktion wurde Gustav Löffler verhaftet und vom 14. Juni 1938 bis zum 21. Juli 1938 im KZ Buchenwald interniert. Im September 1938 emigrierte er zusammen mit seiner Ehefrau, der promovierten Philosophin Martha Goldberg (* 1887 – † 12. Mai 1955 in Haifa), nach Palästina.[75]:S. 52 ff.[76]
- Emma Mainz (* 8. Juni 1868; † 25. August 1928)[77] war Mitbegründerin der Haushaltungsschule und bis zu ihrem Tod Zweite Vorsitzende des Trägervereins.[5]:S. 11
- Martha Michaelis war eine ausgebildete Lehrkraft, die die Berechtigung besaß, auf die staatliche Kochprüfung vorzubereiten. Sie übernahm 1913 die Leitung der Schule, die sie bis zu ihrer Verheiratung im Jahre 1926 innehatte. Ihre Nachfolgerin wurde Lucie Laquer.[5]:S. 6 f
- Bertha und Hedwig Reinheimer. Bertha Reinheimer (* 1856 in Wiesbaden-Schierstein; † 24. Oktober 1932 in Frankfurt)[78] war die erste und langjährige Leiterin der Haushaltungsschule.[1]:S. 8 Bereits im ersten Bericht wurden aber schon Überlegungen angesprochen, zur Entlastung von Bertha Reinheimer eine Haushaltungslehrerin einzustellen.[1]:S. 10 Nach einigen Übergangslösungen wurde erst im 3. Jahresbericht über eine längerfristige Lösung berichtet. Der Vorstand hatte beschlossen, dass Bertha Reinheimers Tochter Hedwig ab September 1899 eine Ausbildung zur Haushaltslehrerin am Pestalozzi-Fröbel-Haus in Berlin absolvieren und am 1. Juli 1900 ihre Stelle in Frankfurt antreten sollte.[14]:S. 3 im Siebenten Bericht der Jüdischen Haushaltungsschule wird das „Fräulein Hedwig Reinheimer“ (* 10. Oktober 1883; † 27. März 1949 in Chicago) als „unsere Kochlehrerin“ erwähnt.[20]:S. 9 Im Zehnten Bericht wird Mitgeteilt, dass Hedwig Reinheimer die Einrichtung verlassen hat, da sie im Mai 1908 geheiratet hatte.[25]:S. 5[79] Der Bericht legt nahe, dass Bertha Reinheimer noch immer die Funktion der Hausmutter ausübte – wie lange ist aber nicht bekannt. In Alice Liliensteins Bericht wurde sie nicht erwähnt.
- Toni Oelsner (1907–1981) ist eine der wenigen bekannten Schülerinnen der Haushaltungsschule. Sie besuchte die Schule in den Jahren 1925/26.

## Weitere hauswirtschaftliche Ausbildungsstätten nach 1933

### Ausbildungsstätten in Frankfurt
- In einem Beitrag über die Jüdische Anlernwerkstatt Frankfurt, die 1933 primär zur handwerklichen Ausbildung für Jungen eingerichtet worden war, berichtete Rosy Epstein davon, dass im Juni 1934 auch 22 Mädchen in Hauswirtschaft ausgebildet worden seien.[80] Im Gegensatz zur Haushaltungsschule und zu der Ausbildung für Jungen ist über die hauswirtschaftliche Ausbildung unter dem Dach der Anlernwerkstatt wenig bekannt. Rosy Epsteins Mann, Hans Epstein, langjähriger pädagogischer Leiter der Anlernwerkstatt und theoretischer Begründer der Frankfurter Grundlehre, schrieb 1936:
 „Ich kann des näheren nur über die Jungen-Grundlehre berichten, da die Mädchen-Grundlehre davon getrennt ist und einer eigenen Leitung untersteht. Im Heim der Mädchen-Grundlehre wohnen 30 Mädchen. Die anderen 20 kommen nach dem ersten Frühstück und gehen zum Abendessen nach Hause. Gelehrt werden Hauswirtschaft: Kochen, Hausarbeit, Waschen, Bügeln, Nähen, Flicken u. a. m. Schneiderei; daneben einige Stunden hauswirtschaftliche Praxis. Gärtnerei: wie bei den Jungen. Die hauswirtschaftliche Ausbildung soll jedes Mädchen befähigen, einen kleinen Haushalt selbständig zu führen, ferner die Grundlage für die Tätigkeit im Heimbetrieb und im Privathaushalt bilden. Sie wird die Voraussetzung für die spätere Ausbildung in einem sozial-pädagogischen oder pflegerischen Beruf sein und auch für die Jugend-Alijah vorbereiten. Die Schneiderklasse soll das erste Ausbildungsjahr für Schneiderinnen, Weißnäherinnen und ähnliche Berufe sein. Es werden nur Mädchen mit besonderer Begabung nach eingehender Eignungsprüfung aufgenommen. In der Gärtnerei-Gruppe werden im ersten Ausbildungsjahr die Grundlagen für die spätere gärtnerische oder landwirtschaftliche Berufsarbeit gelegt. Sie ist u. a. auch für die Mädchen gedacht, die mit den Eltern oder mit der Jugend-Alijah nach Palästina gehen oder in anderen Ländern siedeln werden.“[81]
 Am 22. April 1937 verfasste Herbert Wiesenthal[82] in einer Beilage zur CV-Zeitung den ausführlichen Artikel Frankfurt/M, Bild einer Gemeinde. Darin befasste er sich auch mit der Frankfurter Grundlehre und bestätigte im Wesentlichen die zuvor zitierten Äußerungen von Hans Epstein. Für die „geistige Leitung“ der inzwischen 70 Mädchern in der Grundlehre sei Gertrud Hallo[83] verantwortlich gewesen, und für 30 von ihnen habe ein Mädchenheim am Taunusplatz[84] existiert.[85]
- Jüdische Anlernwerkstatt für Weißzeugnäherei und Berufsbekleidung, gegründet von Erich Hirsch.[72] Diese Einrichtung wurde 1939 in der Fahrgasse 115 neu eingerichtet. „Ihre Arbeit war nicht nur wegen der Ausbildung und Vorbereitung zur Auswanderung wichtig, sondern ab Kriegsbeginn auch in Kooperation mit der jüdischen Kleiderkammer für die Versorgung der jüdischen Menschen mit Kleidung, da diesen der Kauf von Kleidung oder Stoffen zunehmend unmöglich gemacht wurde.“[86]

### Ausbildungsstätten im Deutschen Reich
Im Juni 1933 wurde in den vom Zentralausschuss der Deutschen Juden für Hilfe und Aufbau herausgegebenen Informationsblättern eine Übersicht über jüdische hauswirtschaftliche Ausbildungsstätten veröffentlicht. Außer der Frankfurter Haushaltungsschule wurden darin genannt:
- Berlin
  - Haushaltungsschule der Jüdischen Gemeinde, Auguststraße 14–15, Berlin. Hier fanden Monatskurse zur Ausbildung von Mädchen für Haushaltsstellen statt (25 Plätze).
  - In Verbindung mit dem Jüdischen Krankenhaus veranstaltete die Haushaltungsschule drei- bis sechsmonatliche Kurse zur Ausbildung von Diätköchinnen.
- Breslau. Die Paula-Ollendorff-Haushaltungsschule in der Kirschallee 36a bildete in allen Zweigen der Hauswirtschaft aus und verfügte über 40 Plätze.
- Köln. Das Moriah-Heim und Haushaltungsschule, Salierring 43, bildete 19 schulentlassene Mädchen in allen Zweigen der Hauswirtschaft aus.
- Bad Segeberg. Sidonie-Werner-Heim existierte eine Haushaltungsschule für die Ausbildung von 20 jungen Mädchen in Gartenbau und Hauswirtschaft.
- Wolfratshausen. Die Jüdische Haushaltungsschule Wolfratshausen bot wie die Einrichtung in Bad Segeberg 16 jungen Mädchen einen Ausbildungsplatz in Gartenbau und Hauswirtschaft.

Die Jüdische Haushaltungsschule in Frankfurt war zum Zeitpunkt dieser Erhebung mit 60 Ausbildungsplätzen die größte Einrichtung ihrer Art im Deutschen Reich.
Im Jahr 1938 existierten schließlich 25 Ausbildungsstätten und -orte für hauswirtschaftliche und pflegerische Berufe auf dem Gebiet des Deutschen Reiches.

## Archivalien
- Institut für Stadtgeschichte Frankfurt am Main: ISG FFM, A.40.01, 4937 – Jüdische Haushaltungsschule (1924–1933). Die Akte trägt den Vermerk, dass zwei weitere Bände vermutlich durch Kriegseinwirkungen vernichtet wurden. Darin auch:
  - Prospekt Jüdische Haushaltungsschule Frankfurt-M, vermutlich aus der Zeit 1928/29. Es enthält reichlich Bildmaterial der Einrichtung und ausführliche Darstellungen der einzelnen Ausbildungsgänge.
  - Bericht über die Tätigkeit der jüdischen Haushaltungsschule vom 1. Oktober 1897 - 1. Oktober 1937. Diese 1937 von der Jüdischen Haushaltungsschule herausgegebene 48-seitige Broschüre befindet sich in Kopie im Präsenzbestand des Instituts für Stadtgeschichte in Frankfurt am Main (Signatur: Schul 146/1). Das Original befindet sich in der Wiener Library und als Microfilm in der Leo Baeck Institute Library.[88] Die Broschüre zum 40-jährigen Bestehen der Schule enthält folgende Beiträge:
    - Alice Lilienstein: Bericht über die Tätigkeit der jüdischen Haushaltungsschule vom 1. Oktober 1897 - 1. Oktober 1937, S. 4–12;
    - Lucie Laquer: Aus der gegenwärtigen Arbeit unserer Schule, S. 13–23;
    - Elisabeth Schlesinger: Die methodischen Grundlagen des hauswirtschaftlichen Unterrichts, S. 24–34;
    - Ruth Fischel: Die Bedeutung des gewerblichen Unterrichts, S. 35–40;
    - Ellen Katzenstein und Dr. Gustav Löffler: Der theoretische Unterricht in der Jüdischen Haushaltungsschule, S- 41–44;
    - Berichte und Briefe früherer Schülerinnen, S. 45–48.
- Institut für Stadtgeschichte Frankfurt am Main: ISG FFM, A.40.01, 3293 – Private Fortbildungs- und Fachschulen. Die Akte enthält die jährlich zu erstellenden Berichte der Privatschulen in Frankfurt – darunter auch die Jüdische Haushaltungsschule –, deren Vorlage das Schulamt betreiben muss. Die Berichte wurden dann dem Regierungspräsidium Wiesbaden übergeben. Das erste Berichtsjahr in der Akte ist das Jahr 1936/37, das letzte 1942/43. Für 1944 liegen nur noch Schreiben vor, die darlegen, dass kein Schulbetrieb mehr möglich gewesen sei. Die Jüdische Haushaltungsschule ist in der Akte mit Berichten für die Schuljahre 1936/37 und 1937/38 vertreten.